# HD 114729 b
HD 114729 b ist ein Exoplanet, der den gelben Zwerg HD 114729 alle 1114 Tage umkreist.
Er wurde von R. Paul Butler, Geoffrey Marcy, Steven S. Vogt et al. im Jahr 2003 mit Hilfe der Radialgeschwindigkeitsmethode entdeckt. Die Umlaufbahn hat eine große Halbachse von ca. 2,1 Astronomischen Einheiten. Seine Mindestmasse beträgt etwa 0,95 Jupitermassen (ca. 300 Erdmassen).